# Otto Aasen
Otto Aasen (ur. 1 stycznia 1894 w Fåberg, zm. 20 października 1983 w Rjukan) – norweski skoczek narciarski uczestniczący w zawodach w latach 20. XX wieku.
Wraz z Thorleifem Haugiem zdobył w 1919 medal Holmenkollen. Zdobył także srebrny medal w skokach narciarskich na Mistrzostwach Świata w Narciarstwie Klasycznym 1926 w Lahti przegrywając z rodakiem Jacobem Tullinem Thamsem (w zależności od systemu punktacji) o 0,120 (system z lat 1924–1928) lub 0,745 punktu (system po 1928).